# Heilig Hartkerk (Thale)
De Heilig Hartkerk (Duits: Herz-Jesu-Kirche) is de rooms-katholieke kerk in de Duitse stad Thale (Saksen-Anhalt). De kerk is gelegen aan de Walther-Rathenau-Straße 2 in Thale.

## Geschiedenis
In 1539 trad de overgrote meerderheid van de bevolking van Thale en omgeving toe tot de protestantse leer. Voor het bijwonen van heilige missen waren de resterende katholieken aangewezen op de steden Quedlinburg en Halberstadt. Thale zelf kende in 1875 slechts 45 katholieke inwoners. De ontwikkeling aan het einde van de 19e eeuw van de plaatselijke ijzerfabriek tot een groot industrieel bedrijf droeg bij aan een onstuimige bevolkingsgroei. Daarmee steeg ook het aantal katholieke inwoners van Thale. Voor het eerst sinds de reformatie werd er op 6 augustus 1893 weer een heilige mis gevierd, bij gebrek aan een kerk in een plaatselijke herberg. Sindsdien rijpte de wens te rijpen om zowel een kerk als een school te bouwen. Een verdere groei van de rooms-katholieke gemeenschap leidde tot de aanstelling van een eigen priester. Inmiddels had de ijzerfabriek een ruimte ter beschikking gesteld voor de viering van missen. In 1899 kocht de katholieke parochie een (protestantse) kapel, het huidige parochiehuis. Twee jaar later kon een stuk grond van de ijzerfabriek worden aangekocht. Een voornemen om de nieuwe kerk te bouwen aan de centraler gelegen Obersteinerweg mislukte door het faillissement van de aannemer. Uiteindelijk werd in augustus 1911 begonnen met een neogotische kerk op de grond bij het parochiehuis. Op 10 juni 1913 werd de kerk plechtig gewijd door Mgr. Karl Joseph Schulte, bisschop van Paderborn.

### De kerk in de Tweede Wereldoorlog
Met de opkomst van het nationaalsocialisme brak er voor de katholieke gemeenschap in Thale een moeilijke periode aan. In 1933 begon de Gestapo zich te bemoeien met het kerkelijk leven. De documenten van de kerk en van katholieke verenigingen werden in beslag genomen. Men begon systematisch stemming te maken jegens de katholieke gemeenschap. De plaatselijke pastoor werd gebrandmerkt als "schurk" en "landverrader". Vanaf 1935 werden de preken door de Gestapo gecontroleerd en de katholieke mannenvereniging werd verboden. In 1937 protesteerde de pastoor van Thale op eigen wijze tegen de geënsceneerde schandaalprocessen tegen priesters en leden van katholieke ordes door bij de opzegging van zijn abonnement op de lokale krant te verwijzen naar de hatelijke en tendentieuze berichtgeving over de kerk. Het resultaat was een aanklacht wegens laster - de pastoor werd vervolgens veroordeeld om een boete van 100 Mark te betalen en zijn functie in de schoolraad op te geven. In juli 1937 werd op last van de Gestapo het bisdomverband van de jongelingenverenigingen opgeheven. Daarmee viel ook het doek over de jongelingenvereniging van Thale. Bij diverse katholieke families werden in 1938 huiszoekingen verricht. Onmiddellijk na het begin van de Tweede Wereldoorlog kwamen zo'n 3.000 vluchtelingen uit het rooms-katholieke Saarland naar Thale en omgeving en met hen kwamen zes geestelijken. Dit betekende voor de katholieke kerk in Thale een enorme opleving. De protestantse kerken stelden hun deuren open voor katholieke kerkdiensten die massaal werden bijgewoond. Na de sluiting van de katholieke school in 1939 waren er zoveel katholieke kinderen, dat zij een duidelijk katholiek stempel wisten te drukken op de openbare school. Echter met het verschuiven van het front keerden in juli 1940 de vluchtelingen uit Saarland weer huiswaarts. En daarmee werd de katholieke gemeenschap in Thale weer een kleine gemeenschap in de diaspora. Op 11 juli 1941 werd de priester van Thale na verhoor voor drie weken gevangengezet. De reden: vijf Poolse mannen hadden aan een Sacramentsprocessie deelgenomen. Ook de vijf Polen werd na afloop van de processie gearresteerd en opgesloten.

## Fotogalerij

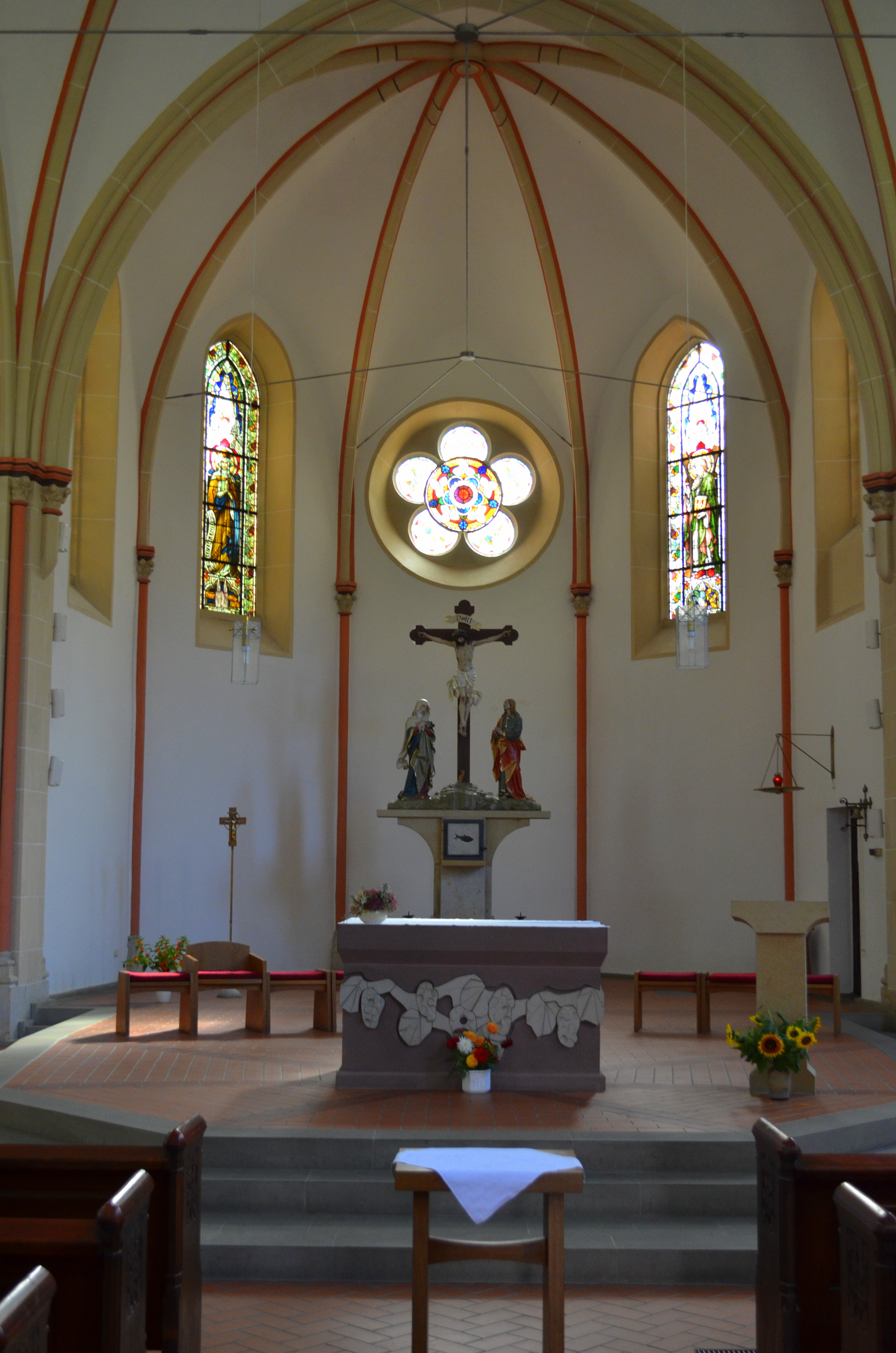
koor
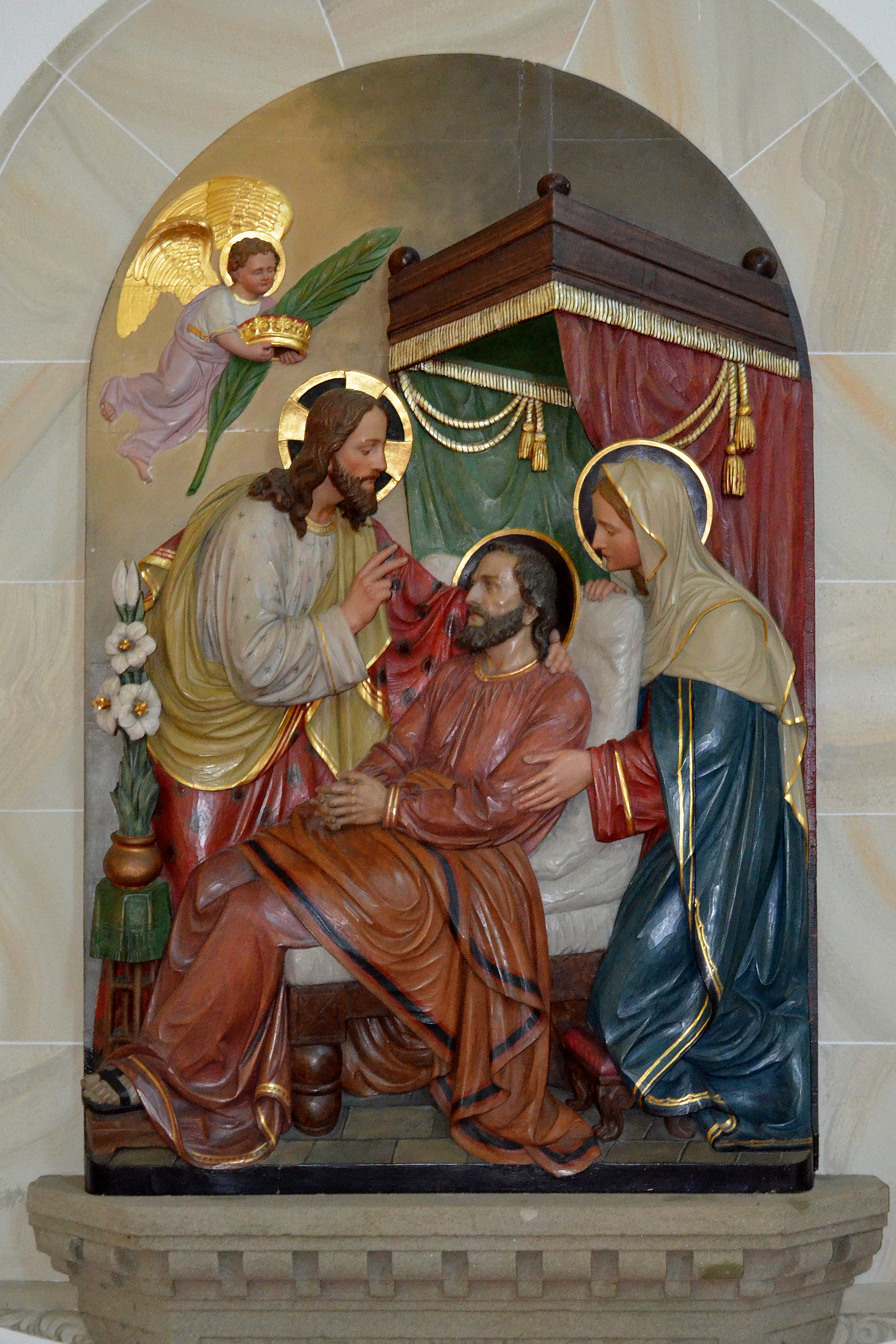
Altaarreliëf
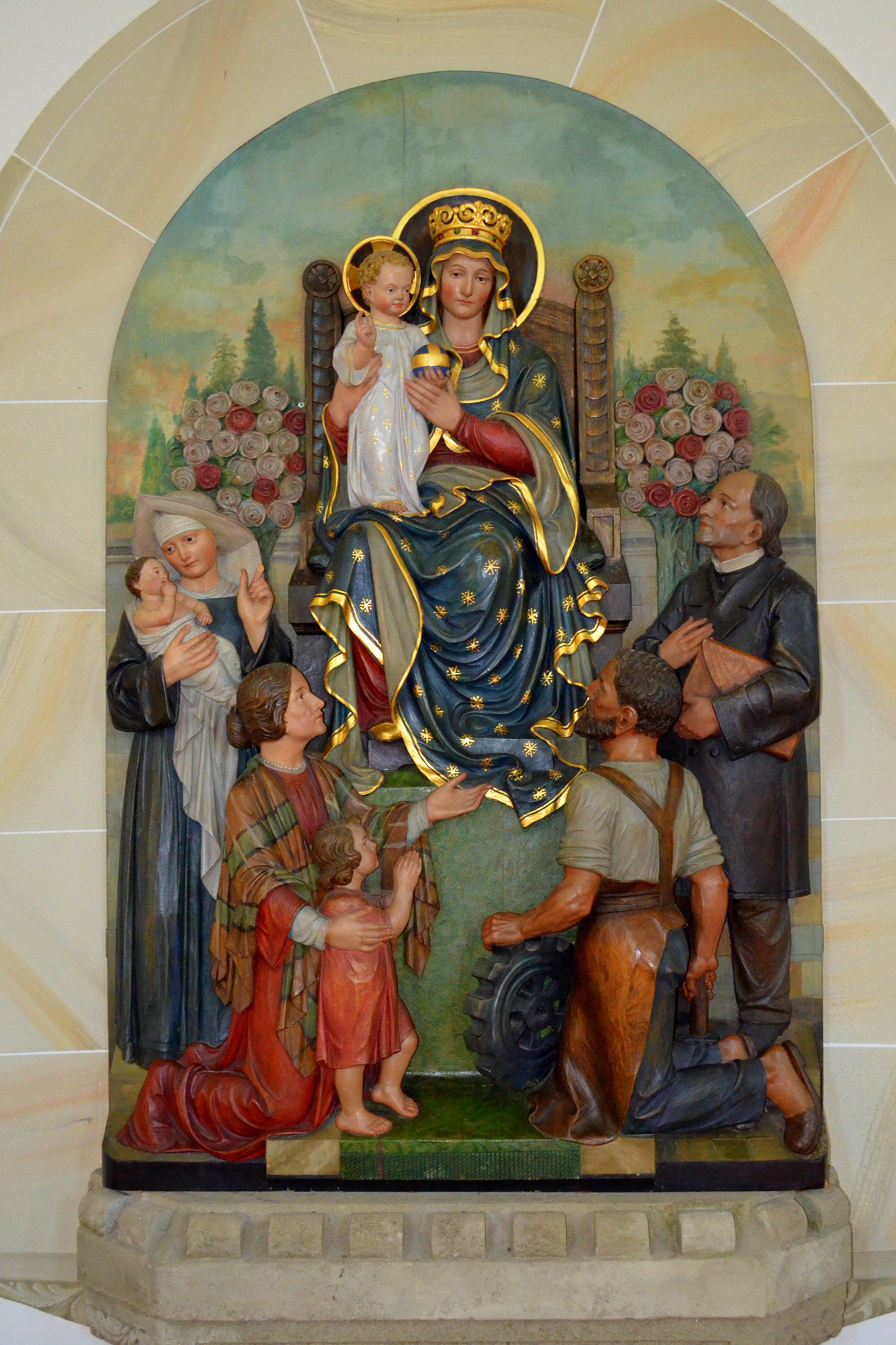
Altaarreliëf
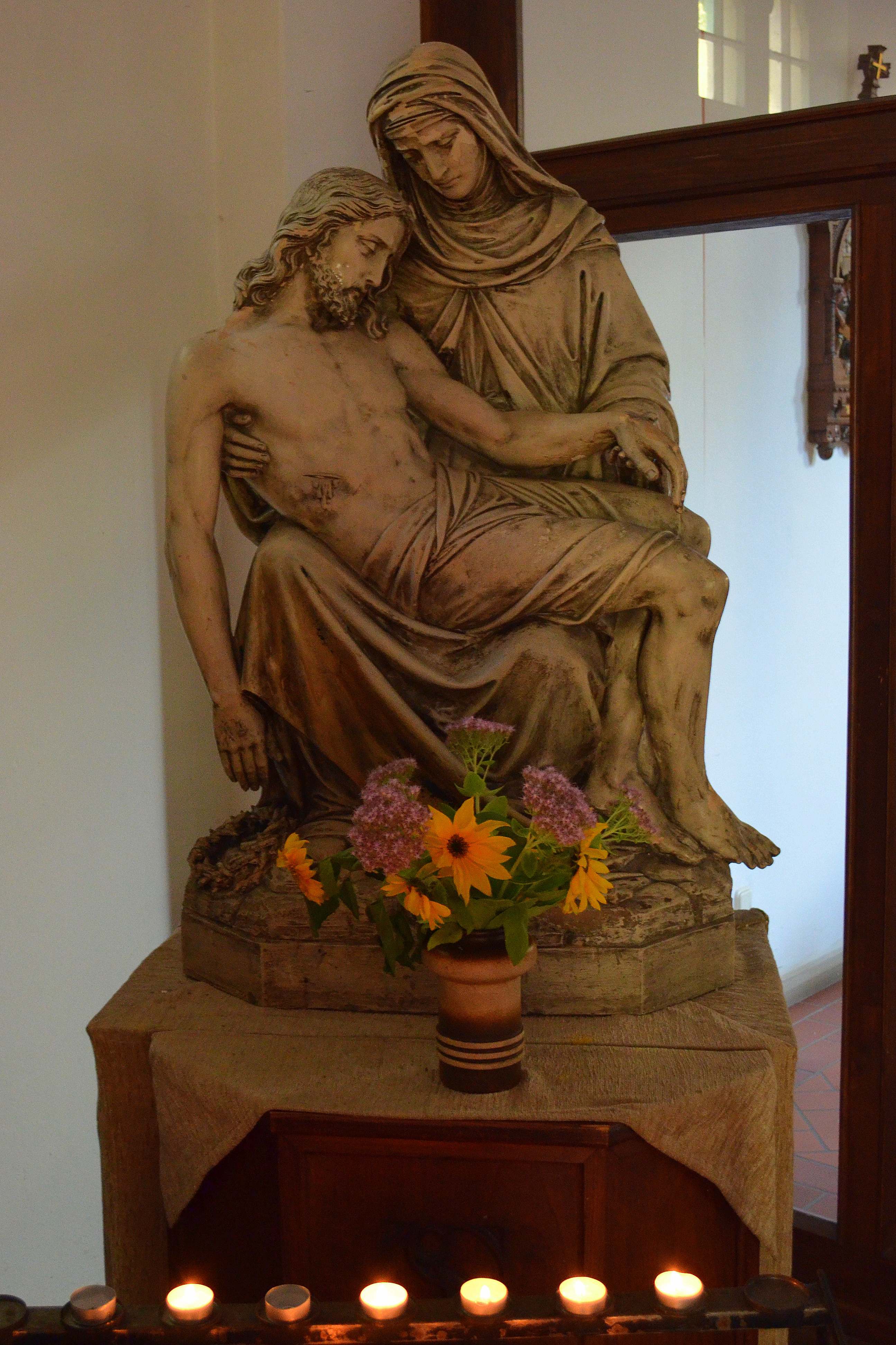
Piëta